# Juan El Caballo Loco
Juan El Caballo Loco (Santa Bárbara, 24 de junio de 1998) es un actor pornográfico estadounidense.
Comenzó su carrera en la industria pornográfica justo a la edad de 19 años. Ha trabajado con productoras de cine pornográfico como Nubile Films, Mofos, Reality Kings, Brazzers y Bang Bros.

## Premios y nominaciones
| Año  | Ceremonia       | Resultado | Premio                     | Trabajo |
| ---- | --------------- | --------- | -------------------------- | ------- |
| 2018 | Premios AVN     | Ganador   | Mejor actor revelación     | —       |
| 2018 | Premios XBIZ    | Nominado  | Mejor Revelación Masculina | —       |
| 2019 | Premios Urban X | Ganador   | Masculino recién llegado   | —       |